# Военновъздушни сили на Суверенния Малтийски орден
Военновъздушните сили на Суверенния Малтийски орден – военновъздушните сили на Суверенния военен орден на хоспиталиерите на свети Йоан от Родос и Малта, е сред най-младите в Европа и най-малобройните.
Военната техника включва само самолет Savoia-Marchetti S.M.82. Основната цел на военновъздушните сили е да осигуряват хуманитарна помощ за пострадали.

## История
В резултат на клауза, съдържаща се в Мирния договор между Италия и Съюзниците, подписан в Париж 10 февруари 1947, Италианските ВВС дават на Корпуса самолет Savoia-Marchetti S.M.82, който лети с отличителните знаци на Ордена. По-късно самолетът участва в много спасителни операции. След войната Корпусът се отличава в хуманитарни операции като земетресението в Агадир (Мароко) през 1960, в Тоскана (1971), Фриули (1976), в наводненията при разливането на река По (1976), в земетресенията в Кампания (1980), Умбрия-Марке (1997), Молизе, Пулия (2002), Абруцо(2009). Въоръжените сили на Малтийския орден участват и в мироопазващите мисии в Албания през 1999 и Косово през 2005 г. От 1991 г. армейски корпус на Суверенния Малтийски орден, участва в поддържането на мира на територията на бивша Югославия.